# Barend ter Haar Romeny
Barend Herman Georg ter Haar Romeny (Engelen, 19 februari 1925 – Lochem, 6 mei 2013) was een Nederlands burgemeester.
Ter Haar Romeny was een zoon van predikant Barend ter Haar Romeny (1887-1958) en Elisabeth Karoline Lisette Heetel (1902-1930) en een broer van de kunstenaar Edlef Romeny (1926).
Hij was lid van de Christelijk-Historische Unie (CHU), dat later opging in het CDA. Hij huwde met Cootje Keijzer en werd in 1956 burgemeester van Wolphaartsdijk, was daarna van 1963 tot 1966 burgemeester van Oost- en West-Souburg. Van 1966 tot 1975 was hij burgemeester van Woerden en van 1975 tot 1986 van Hellendoorn. In 2013 overleed Ter Haar Romeny op 88-jarige leeftijd.
Bart ter Haar Romeny, hoogleraar aan de Technische Universiteit Eindhoven, is een zoon van hem.